# حزب رؤیای گرجستان
حزب دموکراتیک رؤیای گرجستان (به گرجی: ქართული ოცნება – დემოკრატიული საქართველო, K’art’uli ots’neba – demokratiuli Sak’art’velo) یک حزب سیاسی است که در ۱۹ آوریل ۲۰۱۲ توسط میلیاردر و سیاستمدار گرجی بیدزینا ایوانیشویلی تأسیس شد. این حزب، حاصل ادغام شش حزب کوچک کشور گرجستان است.
در اول اکتبر سال ۲۰۱۲ میلادی این حزب موفق شد در انتخابات پارلمانی سال ۲۰۱۲ گرجستان، حزب جنبش اتحاد ملی را شکست دهد. این پیروزی سرآغاز دیگر پیروزی‌های حزب رؤیای گرجستان شد.
در انتخابات ریاست جمهوری گرجستان که در ۲۷ اکتبر سال ۲۰۱۳ میلادی برگزار شد، نامزد معرفی شده از سوی حزب رؤیای گرجستان، یعنی گیورگی مارگولاشویلی با کسب بیش از ۶۲ درصد از مجموع آراء به پیروزی دست یافت. این حزب هم‌اکنون ریاست جمهوری، اکثریت پارلمان و شهرداری تفلیس را در اختیار دارد.
از سال ۲۰۱۶ میلادی، گئورگی کویرکاشویلی رهبری این حزب را بر عهده گرفت.
این حزب سپس موفق شد، در دور اول و دور دوم انتخابات پارلمانی سال ۲۰۱۶ گرجستان نیز به پیروزی دست یابد.